# 自贡市市长列表
自贡市市长列表，列舉自贡市歷任市長及領導。

## 中華民國時期
| 中華民國自貢市國民政府市長 |        |                                |            |            | |
| 任次                       | 姓名   | 政黨                           | 就職時間   | 卸任時間   | 簡介和備註 |
| 1                          | 曹任遠 | 中國國民黨                     | 1939年9月  | 1941年5月  | 自貢市自流井檀木林人，1910年在日本东京经章太炎介绍加入同盟会，先后取得日本名古屋高等工業学校学位、美国威斯康星大学化学硕士、德国埃尔朗根大学化学博士，1924年参加广东大学(今中山大学)筹建工作，曾任中央大學等校化學教授。 |
| 2                          | 郑献徽 | 中國國民黨                     | 1941年5月  | 1942年1月  | 一位深受传统文化、道德熏染的儒官，但在自贡市长内的任期较短，事迹较少。 |
| 3                          | 王梦熊 | 中國國民黨                     | 1942年5月  | 1943年7月  | 毕业于保定陆军军官学校第一期 |
| 4                          | 刘仁庵 | 中國國民黨                     | 1943年7月  | 1945年9月  | 四川省华阳县人。民国29年10月调任富顺县长,后因未能奉守廉洁，对撩属控制亦渐松弛，引起县人指责。毁誉参半。民国21年4月升任自贡市长。                                                                                         |
| 5                          | 彭善承 | 中國國民黨                     | 1945年9月  | 1946年4月  | 四川广元县人。南开大学、中央大学毕业。1948年当选立法委员。 |
| 6                          | 李泽名 | 中國國民黨                     | 1946年4月  | 1947年4月  | 屬中統CC系。 |
| 7                          | 何绍南 | 中國國民黨                     | 1947年4月  | 1948年10月 | 江苏武进人，国军陆军中将。长期从事陕甘边区剿共活动，1954年经遭中共处决。 |
| 8                          | 赵世杰 | 中國國民黨                     | 1948年10月 | 1949年5月  | 原本为自贡市政府税捐处长，由“自贡新四大家族”罗筱元及侯策名等人向川康盐务管理局推荐。曾镇压蜀光中学学生请愿。 |
| 9                          | 甘绩丕 | 中國國民黨（叛变）中国民主同盟 | 1949年5月  | 1949年12月 | 四川荣昌县人。 |

## 中華人民共和國時期
| 中国共产党自贡市委书记 |        |            |            | |
| 任次                   | 姓名   | 就職時間   | 卸任時間   | 簡介和備註 |
| 1                      | 王维纲 | 1949年12月 | 1950年3月  | 河北磁县辛庄营乡王庄人，曾发动领导磁县大暴动。 |
| 2                      | 杨寿山 | 1950年4月  | 1952年11月 | （1913—1988）河北省巨鹿县人。1937年加入中国共产党。建国后，历任中共自贡市委第一书记、川南区经委副主任、西南地方工业局局长、第三机械工业部局长、电机制造工业部部长助理、第一机械工业部副部长、北京市副市长、中共北京市委书记、卫生部副部长兼国家医药管理总局局长。是第四届全国人大代表。 |
| 3                      | 牟海秀 | 1952年11月 | 1956年10月 | （1916— ）河北省景县人。1937年加入中国共产党。建国后，历任中共自贡市委第一书记，四川省化工厅厅长，内江地委、万县地委第一书记，1979年1月至1981年6月任四川省革命委员会副主任，1981年5月--1983年4月任浙江省副省长。 |
| 4                      | 李唐基 | 1956年10月 | 1958年7月  | 文革中的风云人物，曾担任四川省总工会主席。“文化大革命”期间，被划定为“反革命修正主义分子”遭迫害，后平反。 |
| 5                      | 牟海秀 | 1958年7月  | 1960年1月  | |
| 6                      | 李唐基 | 1960年2月  | 1966年5月  | |
| 7                      | 李宗白 | 1968年3月  | 1970年3月  | 实际上就是自贡武装部部长，文革特殊局面造成的。 |
| 8                      | 杜金宝 | 1970年3月  | 1971年5月  | |
| 9                      | 丛笑难 | 1971年6月  | 1974年2月  | （1924- ）山东省威海人。早前参加革命运动。曾任自贡市第一书记。 |
| 代                     | 叶兆麒 | 1974年2月  | 1977年5月  | （1919-2006）四川省荣昌县人。 |
| 10                     | 王效才 | 1977年5月  | 1985年5月  | （1921—2005）山西省中阳县人。 |
| 11                     | 顾金池 | 1978年     | 1982年     | 河北雄县人，後任四川省副省长／省委副书记、甘肃省委书记、辽宁省委书记。9届全国人大常委、全国人大内务司法委员会副主任委员。中共13、14届中央委员。 |
| 12                     | 宋宝瑞 | 1985年5月  | 1987年2月  | （1937—），河北省顺义县人。清华大学毕业。1982年，任自贡中国焊接材料制造公司经理。1983—1986年任自贡市委副书记、书记。1986—1989年任四川省委常委兼省经济体制改革委员会主任。1989——1996年任四川省委副书记（其间1992—1993年兼任成都市委书记）。1996年起任四川省委副书记、四川省人民政府省长。 |
| 13                     | 罗良仰 | 1987年2月  | 1991年1月  | 1943年生，江西省泰和县人。 |
| 14                     | 刘永顺 | 1991年1月  | 1995年2月  | 1941年生，河北省望都县人。清华大学无线电专业毕业。 |
| 15                     | 陶晞晦 | 1995年2月  | 1997年6月  | 四川省盐亭县人。1968年任自贡市机械一厂五车间工人。1995-1997任市委书记，其间1996-1997在中央党校中青班学习，不问自贡市政事。自贡市在1995年爆发严重的经济危机，从1995年至1999年，自贡经济开始了连续五年负增长，盐业连续八年亏损。在四川省经济的排行榜上，自贡仅次于成都市和重庆市，位列第三，到这时经济已经动摇，被称为四川省第三大城市的自贡市地位从此一落千丈。 |
| 16                     | 王东洲 | 1997年6月  | 1999年11月 | 1949年生，籍贯辽宁省大连市。主政期间遇到了自贡市历史上最严重的经济危机。曾有提高政绩的决心，但吏治腐败，发展目标失败。政绩较差。这一时期自贡财政日益捉襟见肘，很快入不敷出。官僚化、腐败化因素也成为当时导致社会矛盾对立突出的重要导火索。自贡市在国际国内的知名度不断下降，市民怨声载道。 |
| 17                     | 唐坚   | 1999年11月 | 2006年3月  | 1957年生，籍贯山东省掖县。四校合并建成四川理工学院是其最大政绩。然而，在长达7年的主政期间，导致自贡市经济发展滞后缓慢，贪污腐败、官商勾结问题相当猖獗，下岗职工生活困难。因此，被市民戏称“土匪市委书记”、“自贡陈水扁”，民怨沸腾。7年间，腐败违权的事情屡有发生，如因交通运政腐败导致的2004年“3·31特大车祸案”、2005年的备受国内外关注的“自贡市征地腐败大案”和“4·20镇压失地农民事件”等。社会矛盾激化，市民上街扰乱交通、围堵党政机关等社会群体事件频发，大量下岗工人进行罢工、游行、示威。同时，这一时期自贡发展中的污染问题也非常严重，如“韩国汇维仕化纤有限公司重大污染事件”等。 |
| 18                     | 刘捷   | 2006年3月  | 2008年1月  | 1957年生，四川省兴文县人。主政时间较短，政绩平平。 |
| 19                     | 王海林 | 2008年5月  | 2011年3月  | 1955年生，山西省静乐县人。在自贡主政期间，制定大城市规划、纪念建市70周年弘扬“自贡精神”、承办省运会，有一定政绩，但在大城市发展战略方面，仍然过于保守，思路过于僵化。 |
| 20                     | 雷洪金 | 2011年8月  | 2016年4月  | 1959年生，四川省简阳县人。四川省委党校现代管理专业毕业，省委党校研究生。 |
| 21                     | 李刚   | 2016年4月  | 2020年1月  | 1965年生，四川省大邑县人。 |
| 22                     | 范波   | 2020年1月  | 2022年7月  | 1969年生，湖北省洪湖市人。 |
| 23                     | 何礼   | 2022年7月  | 2023年2月  | 1965年生，四川大竹人。 |
| 24                     | 曾洪扬 | 2023年2月  |            | 1972年生，四川省广汉市人。 |

| 中华人民共和国自贡市人民政府市长 |        |            |                |                | |
| 任次                             | 姓名   | 政黨       | 就職時間       | 卸任時間       | 簡介和備註 |
| 1                                | 王维纲 | 中国共产党 | 1949年12月     | 1950年4月      | 见上表。 |
| 2                                | 张奇   | 中国共产党 | 1950年7月      | 1966年5月      | 字大可，河南宜阳人。生于1904年。陕西陆军讲武堂、中央军校高教班第3期毕业。民国十六年，任国民革命军第2集团军第8方面军第4军7师中校参谋，参加北伐，后任第4军7师上校参谋长。1949年2月7日在安徽芜湖率部起义。后任解放军第2野战军独立师师长，解放军第10军28师师长，四川省自贡市人民政府市长，四川省政协常委，四川省自贡市政协主席。1985年病逝。 |
| 3                                | 顾金池 | 中国共产党 | 文革委员会期间 | 文革委员会期间 | 见上表。 |
| 4                                | 王仲英 | 中国共产党 | 1980年4月      | 1981年12月     | 陕西省临潼县人,生于1919年。2005年在自贡市逝世。 |
| 5                                | 隋德美 | 中国共产党 | 1981年12月     | 1983年5月      | 80年代初期很重要的一把手领导，抗日老战士。 |
| 6                                | 刁金祥 | 中国共产党 | 1983年5月      | 1987年2月      | 1935年生，山东省聊城县人，齐齐哈尔化学工业学校中专毕业后，在哈尔滨电碳厂工作十年。1966年后“三线建设”中西迁至自贡东新电碳厂工作，1977年起历任自贡东新电碳厂厂长、中国电碳联合公司经理。1981年任自贡市副市长，1983年升任市委副书记、市长。1988年调任成都市市长。1992年任副省长，1996年2月从四川省委常委、副省长。 |
| 7                                | 陆强   | 中国共产党 | 1987年2月      | 1993年4月      | 清华大学建筑系建筑学专业毕业，研究生学历。现任中国城市科学研究会理事、中国建筑学会理事、四川大学和西南交通大学兼职教授、四川省土木建筑学会理事长等。 |
| 8                                | 陶晞晦 | 中国共产党 | 1993年4月      | 1995年2月      | 见上表。 |
| 9                                | 王东洲 | 中国共产党 | 1995年3月      | 1997年6月      | 见上表。 |
| 10                               | 刘佑林 | 中国共产党 | 1997年6月      | 2001年2月      | 曾先后担任自贡市汇东高新技术产业开发区管理委员会主任、自贡市市委副书记、副市长、市长，以权谋私，贪污腐败。后调任四川省纪委副书记,省监察厅厅长。2004年，维权人士刘正有等4000农民联名控告四川省纪委副书记刘佑林，强征15000多亩土地净获50多亿元，致使3万多农民失房、失地、失业。刘佑林之弟刘伟林，原本是自贡市沿滩区王井乡建筑队的一名农民工，在刘佑林任自贡市汇东高新技术产业开发区管理委员会主任期间，刘伟林摇身一变当上了“宏伟房地产开发公司”的老板，从此成为开发区呼风唤雨的大人物，不少开发商想要土地，都要走他的门路，短短几年间他就变成了身家上亿元的超级富豪。从1993年起，刘佑林等政府官员违反国家的相关法律和规定，先后强行征地15000亩左右，致使10000多农户房屋被拆，30000多农村人口丧失赖以生存的土地。这些土地售予房地产开发商的出让费价格，由刘佑林等官员随心所欲地操纵和支配，每亩大概在10万至80万元人民币之间。即使以平均价格每亩30万至45万元计算，征用这些土地收取的出让费也已经超过50亿元人民币。 |
| 11                               | 罗林书 | 中国共产党 | 2001年2月      | 2005年4月      | 1949年生，四川省威远县人，1969年参加工作，大专文化。2003年的5月20日，中共中央总书记、国家主席胡锦涛视察自贡市后的第七天，他和时任市委书记唐坚出动1000余名全副武装的警察，对自贡市红旗乡白果村保卫土地不被非法侵占的男女老幼大打出手，打伤10多人，重伤3人。一位70岁的老农伤势严重生命危险，同时还有农民代表周作如等30多人被捕。 |
| 代                               | 王海林 | 中国共产党 | 2005年4月      | 2006年2月      | |
| 12                               | 王海林 | 中国共产党 | 2006年2月      | 2008年5月      | 山西省静乐县人，1979年加入中国共产党，1971年参加工作，硕士研究生文化。 |
| 代                               | 雷洪金 | 中国共产党 | 2008年6月      | 2008年8月      | |
| 13                               | 雷洪金 | 中国共产党 | 2008年8月      | 2011年8月      | 见上表。 |
| 代                               | 彭琳   | 中国共产党 | 2011年8月      | 2012年1月      | |
| 14                               | 彭琳   | 中国共产党 | 2012年1月      | 2013年2月      | 四川重庆市人。重庆大学机械制造及自动化专业毕业。 |
| 15                               | 刘永湘 | 中国共产党 | 2013年2月      | 2017年9月      | 四川省什邡县人。四川农业学院毕业。 |
| 16                               | 何树平 | 中国共产党 | 2017年9月      | 2021年2月      | 四川省南充市人。四川南部师范学校毕业。 |
| 17                               | 曾洪扬 | 中国共产党 | 2021年2月      | 2023年2月      | 四川省广汉市人。上海交通大学毕业。 |
| 18                               | 石钢   | 中国共产党 | 2023年3月      |                | 四川渠县人。西南财经大学毕业 |